# Documents de Joseph Smith
Les Documents de Joseph Smith (The Joseph Smith Papers), ou le projet des Documents de Joseph Smith, est un projet de recherche, de collecte et de publication de tous les manuscrits et les documents créés par ou sous la direction de Joseph Smith, Jr, le fondateur du mouvement des saints des derniers jours. 
Les documents, qui comprennent les transcriptions et annotations, ont été publiés à la fois en ligne et sous forme imprimée. Le projet est parrainé par le département d'histoire de l'Église de Jésus-Christ des saints des derniers jours, tandis que le site web et les volumes sont publiés sous la responsabilité du département imprimerie de la Presse des historiens de l'Église de l'Église de Jésus-Christ des saints des derniers jours.

## Histoire du projet
Après la mort de Joseph Smith, en 1844, une collection de ses articles a été transportée dans l'Ouest par Brigham Young et d'autres dirigeants de l'Église. Certains documents importants sont restés avec John Whitmer, Smith, la veuve de Smith (Emma Hale),[pas clair] et d'autres. Beaucoup de ces textes ne furent pas publiés avant des années par l'Église des saints des derniers jours, la communauté du Christ, et des chercheurs indépendants.  Les « racines de l'effort actuel » ont commencé à la fin des années 1960, quand Truman G. Madsen a invité le doyen C. Jessee, alors employé comme l'historien de l'Église, et demanda à Jessee de contribuer à rassembler des documents relatifs à Joseph Smith et aux origines et débuts du mormonisme à destination de l'université Brigham Young. En 1972, Leonard J. Arrington a été nommé l'historien de l'Église, et a demandé à Jessee de continuer à « repérer, collecter, et de transcrire les écrits de Smith ». Il en résultat la publication, en 1984, de la publication Les Écrits personnels de Joseph Smith, suivi par deux volumes : The Joseph Smith Papers, en 1989 et 1992.

## Publication
En février 2008, les Presses des historiens de l’Église, ont été créés afin de « publier des travaux relatifs à l'origine de l'Église et à son évolution ». La publication des The Joseph Smith Papers est le premier projet des Presses.
Avant publication, les transcriptions des manuscrits sont vérifiées trois fois, et des notes en bas de pages sont fournies pour informer le lecteur du contexte historique de chaque document.  
Le premier volume des Documents de Joseph Smith, intitulé The Joseph Smith Papers, Journals, Volume 1 : 1832-1839, a été publié en décembre 2008.

## Récompenses
En 2008, Journals, Volume 1 : 1832-1839 a le prix spécial de critique textuelle et de la bibliographie par l'Association pour les lettres mormones et le prix du meilleur documentaire Steven F. Christensen par l'Association d'histoire mormone en 2009.